# Боженов, Кирилл Викторович
Кирилл Викторович Боженов (род. 7 декабря 2000, Барнаул) — российский футболист, защитник.

## Биография
Футболом начал заниматься в пять лет. Учился в СДЮШОР «Алтай» (Барнаул) и СДЮШОР по футболу А. Смертина (лучший игрок в 2014 году). В 15 лет не прошёл в ЦСКА и выбрал УОР-5 Егорьевск, за который выступал в первенстве третьего дивизиона в 2017 и 2018 годах. В августе 2018 года перешёл в «Химки». В первенстве ФНЛ дебютировал 8 сентября в матче против «Зенита-2», выйдя на замену за пять минут до конца игры. Также игрок молодёжной команды в ПФЛ.
18 мая 2021 года подписал пятилетний контракт с футбольным клубом «Ростов». Сезоны 2021/22 и первую часть сезона 2022/23 провеёл в аренде в «Химках». Вторую половину сезона провёл в аренде в махачкалинском «Динамо».
В сентябре 2023 года подписал контракт с «Пари Нижний Новгород» и был отдан в аренду в дзерджинский «Химик» до конца 2023 года. За «Химик» Кирилл так и не сыграл.
18 февраля 2025 года Боженов был отдан в аренду в «Челябинск» до конца сезона.
15 июля 2025 года контракт с «Пари Нижний Новгород» был расторнут по соглашению сторон.

## Достижения
«Химки»
- Финалист Кубка России: 2019/20

Сборная России (до 20 лет)
- Серебряный призёр турнира COTIF-2019[8].